# ELASIS
ELASIS es un centro de investigacíón y desarrollo integral de productos creado el 13 de junio de 1988 por Fiat Group. Es uno de los centros científico-técnicos más grandes de Europa con más de 1300 empleados directos de los que más de un 95% están altamente cualificados. Se encuentra situado en Pomigliano d'Arco, Italia, en lo que fuera la antigua pista de aterrizaje del aeropuerto de la localidad. El complejo se encuentra entre la fábrica de Fiat Pomigliano d´Arco y las dependedencias de la antigua Fiat Avio.

## Objetivo y características
ELASIS se encarga de la investigación y desarrollo del ciclo completo de productos, en su mayor parte de Fiat Group. Su actividad comprende desde las primeras etapas de investigación industrial que desarrolla el producto hasta las fases finales de ingeniería de procesos. Para ello se realizan una serie de análisis de viabilidad técnico-económica para el diseño e industrialización y el impacto del producto en el medio ambiente y el territorio.
Aplica metodologías con competencias específicas adquiridas en el sector del automóvil para lo que cuenta con la colaboración de otros centros públicos y privados entre los que se encuentra el Centro Ricerche Fiat, también de Fiat Group. Posteriormente ELASIS ha desarrollado ésta metodología para poder aplicarla en otros sectores industriales como vehículos comerciales , material rodante, motocicletas, aeronaves, maquinaria agrícola y otras disciplinas como desarrollo territorial o sistemas de movilidad.
Lo característico de ELASIS es su capacidad para operar de manera integrada, combinando las competencias en el diseño del producto con las de los procesos de industrialización. Para ello utiliza tecnología de computación de vanguardia y técnicas avanzadas de realidad virtual. Los productos son evaluados a través de modelos digitales y sistemas de simulación, restringiendo la construcción de prototipos físicos a la fase final de validación del producto lo que permite mejorar el rendimiento del producto, la calidad y la fiabilidad. Esto promueve una mejora considerable en la calidad y una reducción significativa en los tiempos y costes del desarrollo.
En diciembre de 2010, todas las unidades de investigación de Elasis en Orbassano, Pomigliano d'Arco y Lecce se redistribuyeron entre las siete empresas del Grupo Fiat como parte del plan de reorganización corporativa lanzado por el CEO de Fiat, Sergio Marchionne, es decir, Fiat Group Automobiles, Fiat Powertrain Technologies, FPT Industrial, Iveco, CNH Italia, Fiat Group Purchasing y FCA Item, Mantener la función de coordinación en el polo de Pomigliano y proporcionar recursos y laboratorios al servicio de las entidades mencionadas.